# Николай Савелиев-Ростиславич
Николай Василиевич Савелиев-Ростиславич (на руски: Николай Васильевич Савельев-Ростиславич) е руски писател, псевдоисторик и етнограф.

## Биография
Роден е в дворянския род Савелиеви-Ростиславичи през 1815 г. Завършва Московския университет.
През 1840-те години активно публикува книги и статии в областта на медиевистиката и етнографията. Близък до славянофилството и краен противник на норманската теория за възникването на Рус, той използва произволна аргументация, превръщайки се в предмет на подигравки в научната общност.
Николай Савелиев-Ростиславич умира в Дяковка, Курска губерния на 26 октомври 1854 г.